# ويليام جي. داير
ويليام جي. داير (بالإنجليزية: William G. Dyer)‏ هو اقتصادي أمريكي، ولد في 4 أكتوبر 1925 في بورتلاند في الولايات المتحدة، وتوفي في 1997 في بروفو في الولايات المتحدة.